# Hovmantorp
Hovmantorp è un'area urbana della Svezia situata nel comune di Lessebo, contea di Kronoberg.
La popolazione risultante dal censimento 2010 era di 2 991 abitanti .